# Rubén Darío Aguilera
Rubén Darío Aguilera (Concepción, Paraguay, 26 de enero de 1978) es un exfutbolista paraguayo. Jugaba de delantero.

## Clubes
| Club                 | País     | Año         |
| -------------------- | -------- | ----------- |
| Guaraní              | Paraguay | 2000 - 2002 |
| 1.º de Mayo          | Bolivia  | 2003        |
| 12 de Octubre        | Paraguay | 2004        |
| San José             | Bolivia  | 2005        |
| 2 de Mayo            | Paraguay | 2006        |
| The Strongest        | Bolivia  | 2006        |
| Real Potosí          | Bolivia  | 2007        |
| Deportes Antofagasta | Chile    | 2007 - 2008 |
| Silvio Pettirossi    | Paraguay | 2008        |
| General Caballero ZC | Paraguay | 2009 - 2010 |

## Palmarés

### Campeonatos nacionales
| Club                 | País     | Año  | Título              |
| -------------------- | -------- | ---- | ------------------- |
| General Caballero ZC | Paraguay | 2010 | División Intermedia |